# Chiesa di San Francesco (Saronno)
La chiesa di San Francesco è una chiesa di Saronno. Alle origini era conosciuta come chiesa parrocchiale di San Pietro.

## Storia
L'edificio fu ricostruito nel 1297 con annesso convento. La creazione di questa chiesa si deve, probabilmente, a sant'Antonio di Padova, mentre visitò Saronno sulla strada per Varese per l'insediamento di un monastero di conventuali, datato 1230 e soppresso nel 1797 da Napoleone, diventato poi caserma mentre la chiesa fu adibita a stalla. È monumento nazionale dal 1931.
Con la soppressione i documenti dell'archivio furono sequestrati e conservati presso l'archivio di Stato di Milano.

## Descrizione
Il tempio è composto da tre navate. La principale ha la volta in legno. Notevole la facciata del XVII secolo, il tiburio di mattoni di cotto e il campanile. 

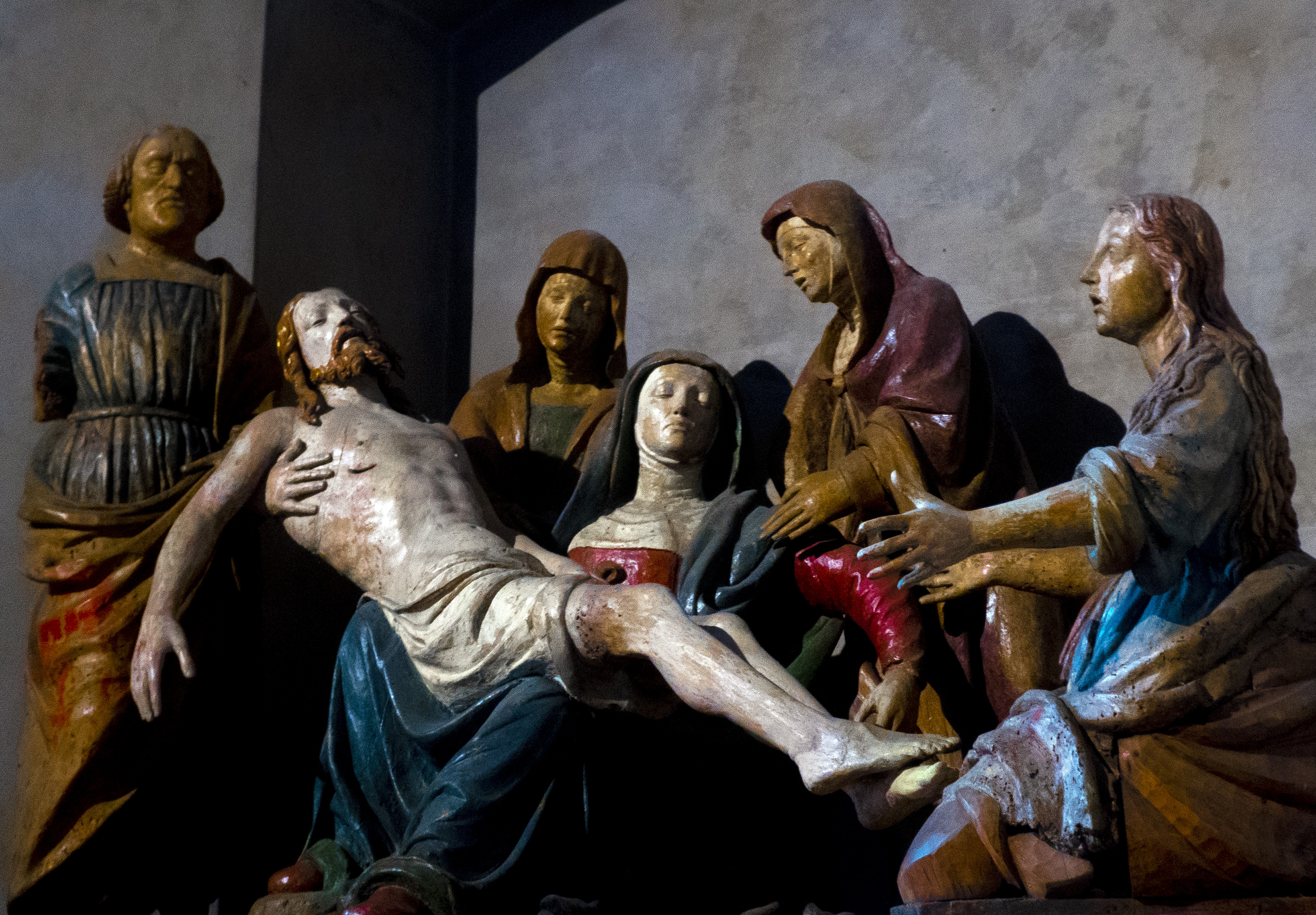
Deposizione di Andrea da Saronno - Gruppo ligneo (1520)

Nella chiesa sono conservati dipinti nelle dodici cappelle, nell'abside e nella sagrestia. Sono custodite opere di Tommaso Legnani, del Legnanino  e del padre Ambrogio (il ciclo di affreschi della navata centrale), del Bellotti, del Lanzani, del Bianchi, dei fratelli Giovanni Pietro e Aurelio Luini (figli di Bernardino Luini), del Procaccini.
La chiesa ha un adiacente convento, di epoca medioevale, che ospitava frati francescani.

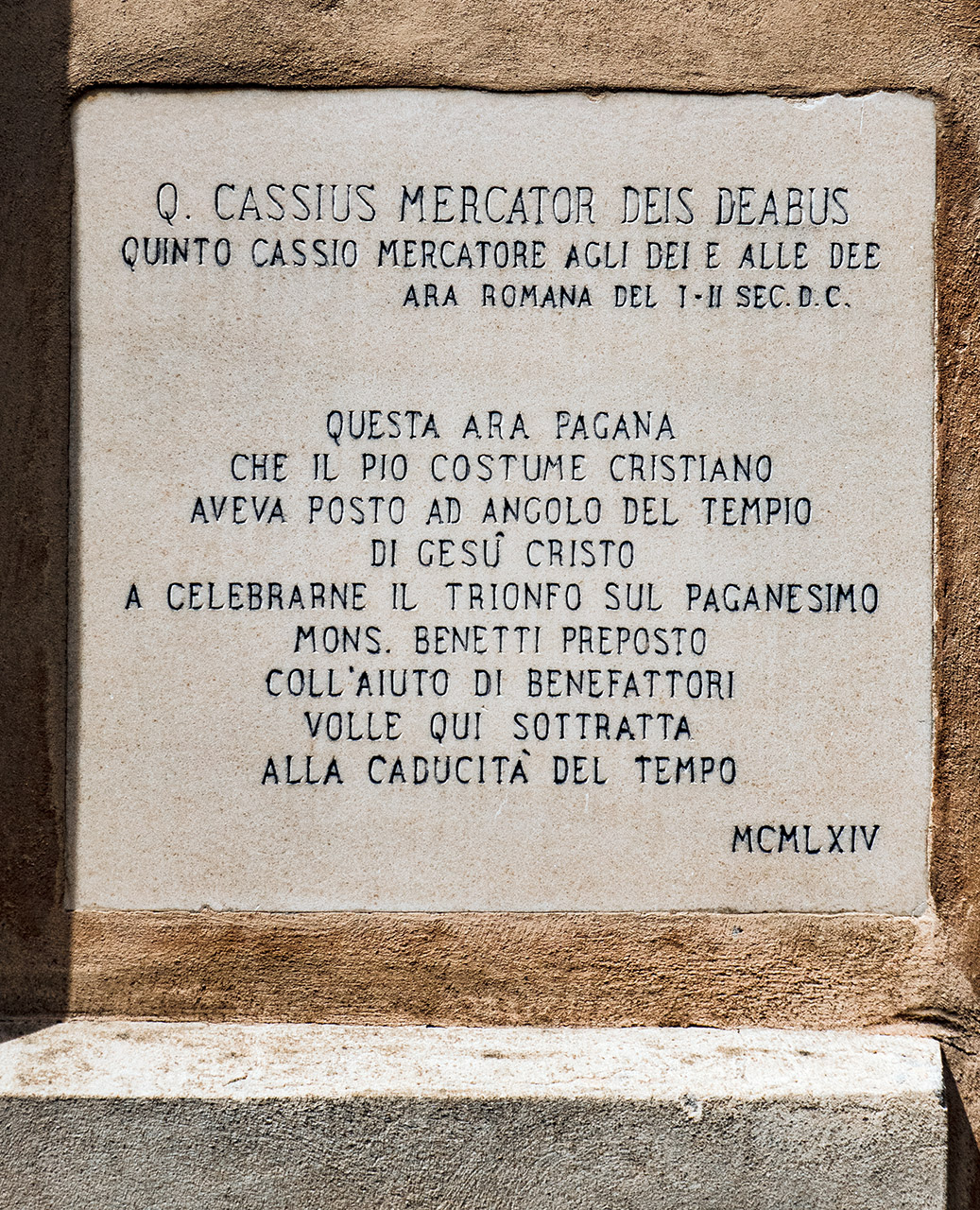
Ara di epoca romana a Saronno

All'esterno della chiesa è conservata un'ara di epoca romana che risale a un periodo compreso tra il I ed il II secolo. Sull'altare compare un'iscrizione che recita: Quintus Cassius Mercator Deis Deabus.